# استیون ام. رالس
استیون ام. رالس (انگلیسی: Steven M. Rales) (زاده ۱۹۵۱) کارآفرین، سرمایه‌دار، تهیه‌کننده فیلم و مدیر ارشد اجرایی آمریکایی است، که اکنون به‌عنوان مالک و رئیس هیئت مدیره ابرشرکت داناهر فعالیت می‌نماید.